# Điểm gián đoạn Lehmann
Điểm gián đoạn Lehmann, được lấy theo tên của nhà địa chấn học Inge Lehmann, là lớp ranh giới nằm giữa lớp lõi lỏng bên ngoài và lớp lõi rắn bên trong của Trái Đất, nó nằm ở độ sâu khoảng 5.150 km dưới bề mặt Trái Đất. Tuy nhiên, đôi khi nó cũng được sử dụng để nói tới điểm giám đoạn ở độ sâu 220 km, mặc dù điều này còn gây tranh cãi. Trong trường hợp này, điểm gián đoạn tại lớp lõi thông thường được nói đến như là ranh giới lõi trong (tiếng Anh: inner-core boundary, viết tắt: ICB).